# Slava Ukraini!

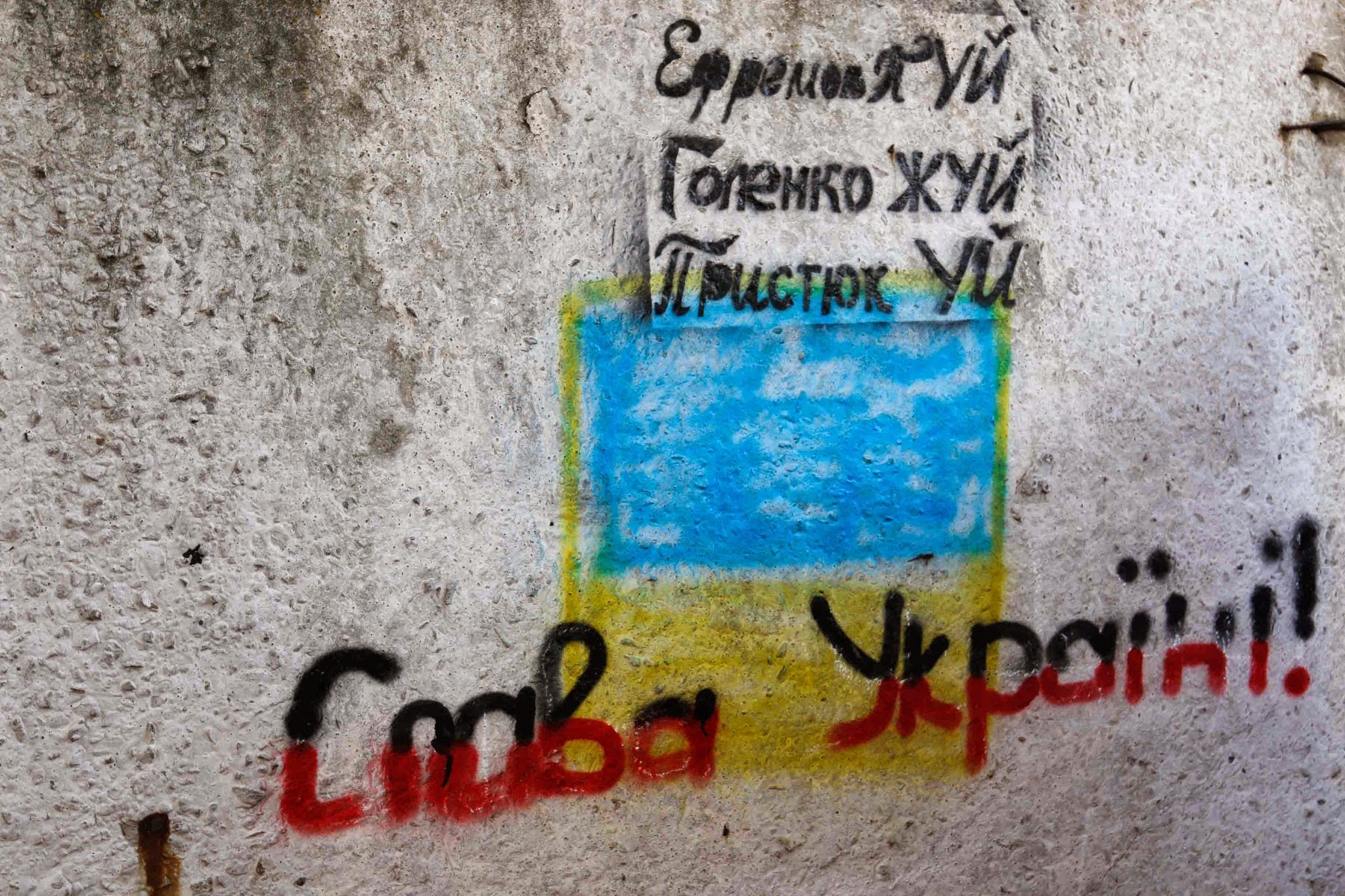
Slava Ukraini-hälsningen målats på en vägg i Luhansk.

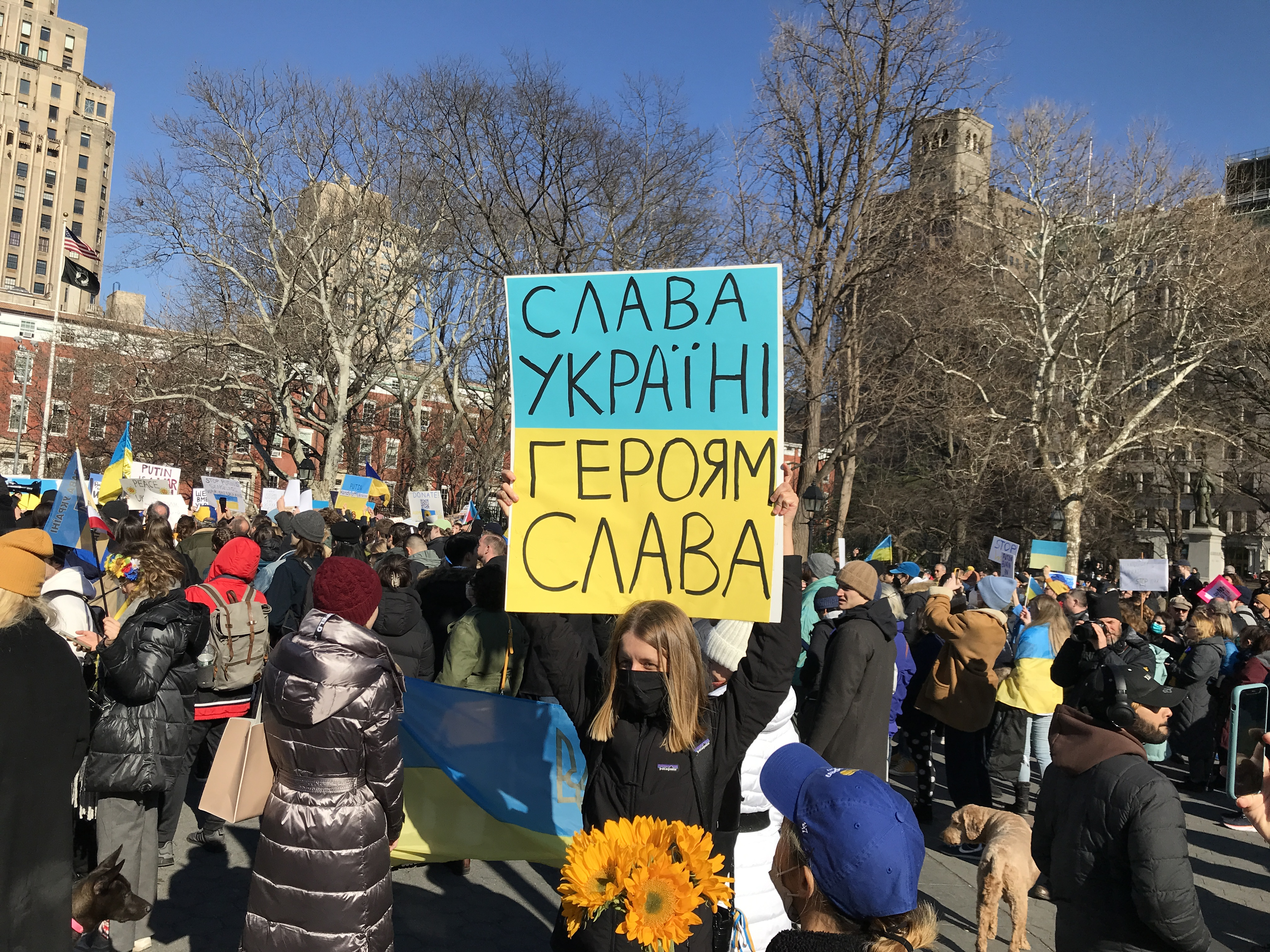
Slava Ukraini i New York.

Slava Ukraini!, ukrainska: Слава Україні!, "ära åt Ukraina", är en ukrainsk nationalistisk slogan som även används som hälsning. 
Grzegorz Rossoliński-Liebe, historiker inom östeuropeiska studier och fascism, menar att hälsningen uppfanns under tidigt 1920-tal av 'Ligan av Ukrainska Fascister' (Soiuz ukraïns’kykh fashystiv, SUF). På den första kongressen av Ukrainska Nationalister, 1929, Wien, gick SUF samman med nybildade Organisationen för Ukrainska Nationalister (Orhanizatsia Ukraїns’kykh Natsionalistiv, OUN), som adopterade hälsningen. Radio Svoboda har hävdat att den uppfanns tidigare och att det var Gorlis-Gorsky's journaler 1919 som populariserade den. Under 1930-talet användes den tillsammans med fascistiska handgester av anhängare till Stepan Bandera. År 1941, på den andra kongressen av Ukrainska Nationalister i Krakow, introducerade ledarskapet i OUN en ny variation på hälsningen. Gruppledaren skulle utropa Slava Ukraini, varpå gruppen skulle svara med Herojam Slava! (ukrainska: Героям слава!, "ära åt hjältarna") och resa sin hand snett åt höger.
Efter andra världskriget levde frasen kvar som hälsning bland dem som hade flytt från Ukraina till Västeuropa. I Sovjetunionen började hälsningen kopplas samman med borgerlighet och nazistmedlöpare och hälsningen förbjöds. Historikern Oleksandr Zaitsev argumenterar för att hälsningens politiska associationer förändrades efter Euromajdan 2013/2014. Efter protesterna på Majdantorget kom hälsningen att få en folklig förankring och bli en symbol för den pro-europeiska rörelsen. Ukrainavetaren Dominique Arel menar att i den utsträckning dagens ukrainare möjligen identifierar sig med nationalistiska rörelser som OUN, så är det organisationernas motstånd mot Ryssland som man tänker på snarare än en högerextrem ideologi.
År 2018 föreslog Ukrainas president Petro Porosjenko att Slava Ukraini skulle börja användas som den officiella hälsningen i Ukrainas armé. Man svarar på hälsningen med Herojam slava! Tidigare hälsade soldater varandra som kamrater.
I och med Rysslands invasion av Ukraina har slagordet blivit ett sätt att manifestera Ukrainas självständighet och solidaritet med Ukraina.